# Les Ormes (Vienne)
Pour la commune de l'Yonne, voir Les Ormes (Yonne). Pour les autres homonymes, voir Les Ormes.
Les Ormes est une commune du Centre-Ouest de la France, située dans le département de la Vienne en région Nouvelle-Aquitaine.

## Géographie

### Hydrographie
Le territoire communal est arrosé par la rivière Vienne.
| Pussigny (Indre-et-Loire)          | Port-de-Piles      | Descartes (Indre-et-Loire) |
| Antogny-le-Tillac (Indre-et-Loire) | des Ormes          | Buxeuil                    |
|                                    | Dangé-Saint-Romain | Saint-Rémy-sur-Creuse      |

### Climat
Pour des articles plus généraux, voir Climat de la Nouvelle-Aquitaine et Climat de la Vienne.
Historiquement, la commune est exposée à un climat océanique du nord-ouest.  
En 2020, Météo-France publie une typologie des climats de la France métropolitaine dans laquelle la commune est exposée à un climat océanique altéré et est dans une zone de transition entre les régions climatiques « Moyenne vallée de la Loire » et « Poitou-Charentes »0.
Pour la période 1971-2000, la température annuelle moyenne est de 11,6 °C, avec une amplitude thermique annuelle de 14,9 °C. Le cumul annuel moyen de précipitations est de 686 mm, avec 10,7 jours de précipitations en janvier et 6,2 jours en juillet. Pour la période 1991-2020, la température moyenne annuelle observée sur la station météorologique la plus proche, située sur la commune de Courcoué à 17 km à vol d'oiseau, est de 12,5 °C et le cumul annuel moyen de précipitations est de 688,4 mm,. Pour l'avenir, les paramètres climatiques de la commune estimés pour 2050 selon différents scénarios d’émission de gaz à effet de serre sont consultables sur un site dédié publié par Météo-France en novembre 2022.

## Urbanisme

### Typologie
Au 1er janvier 2024, Les Ormes est catégorisée commune rurale à habitat dispersé, selon la nouvelle grille communale de densité à sept niveaux définie par l'Insee en 2022.
Elle est située hors unité urbaine. Par ailleurs la commune fait partie de l'aire d'attraction de Châtellerault, dont elle est une commune de la couronne,. Cette aire, qui regroupe 44 communes, est catégorisée dans les aires de 50 000 à moins de 200 000 habitants,.

### Occupation des sols
L'occupation des sols de la commune, telle qu'elle ressort de la base de données européenne d’occupation biophysique des sols Corine Land Cover (CLC), est marquée par l'importance des territoires agricoles (79,8 % en 2018), en augmentation par rapport à 1990 (76,3 %). La répartition détaillée en 2018 est la suivante : 
terres arables (58,9 %), zones agricoles hétérogènes (18 %), forêts (12,8 %), zones urbanisées (5,4 %), prairies (3 %), eaux continentales (1,9 %). L'évolution de l’occupation des sols de la commune et de ses infrastructures peut être observée sur les différentes représentations cartographiques du territoire : la carte de Cassini (XVIIIe siècle), la carte d'état-major (1820-1866) et les cartes ou photos aériennes de l'IGN pour la période actuelle (1950 à aujourd'hui).

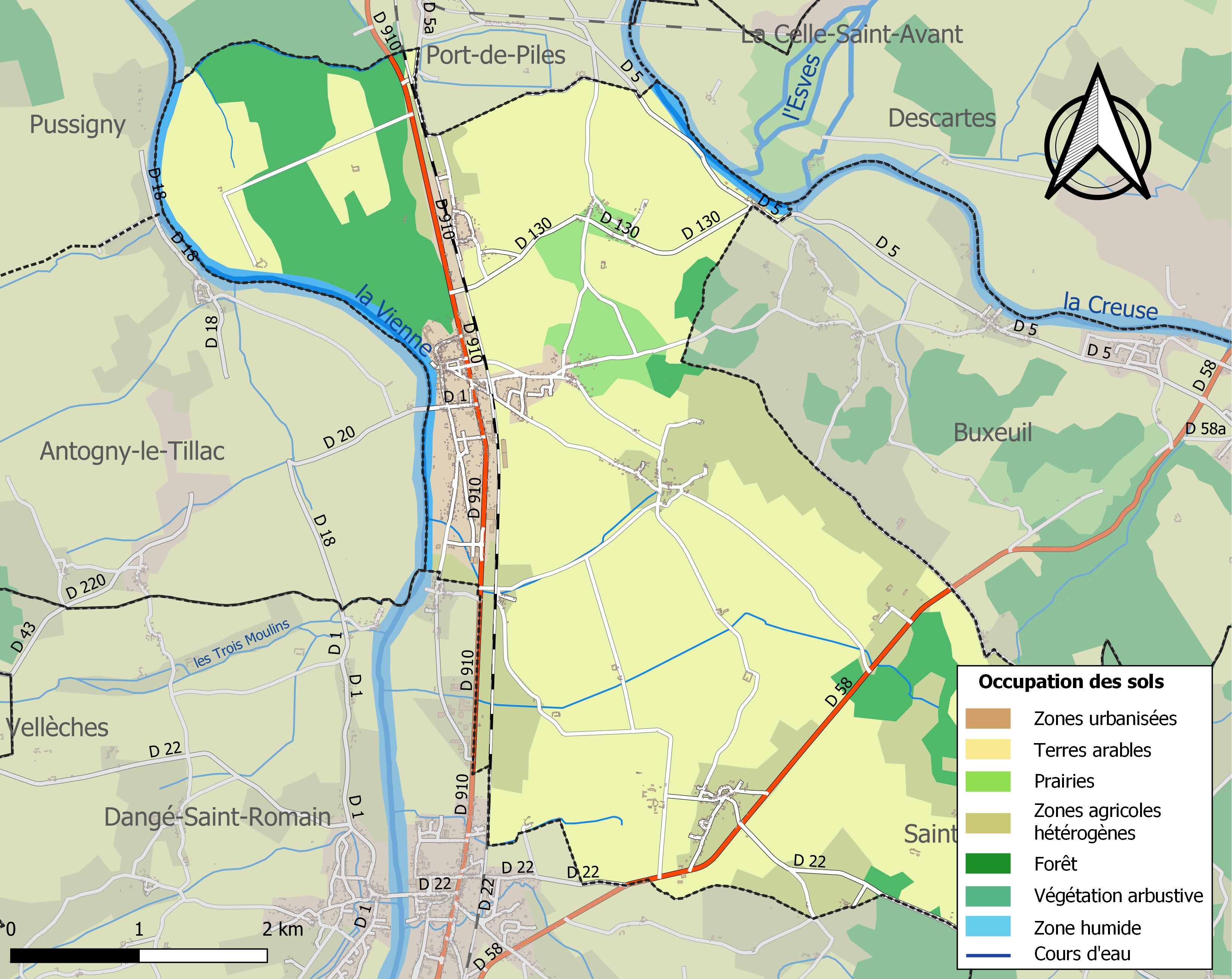
Carte des infrastructures et de l'occupation des sols de la commune en 2018 (CLC).

### Hameaux, lieux-dits et écarts
Le hameau de Saint-Sulpice est rattaché a la commune.

### Risques majeurs
Le territoire de la commune des Ormes est vulnérable à différents aléas naturels : météorologiques (tempête, orage, neige, grand froid, canicule ou sécheresse), inondations, feux de forêts, mouvements de terrains et séisme (sismicité modérée). Il est également exposé à deux risques technologiques,  le transport de matières dangereuses et la rupture d'un barrage. Un site publié par le BRGM permet d'évaluer simplement et rapidement les risques d'un bien localisé soit par son adresse soit par le numéro de sa parcelle.

#### Risques naturels
Certaines parties du territoire communal sont susceptibles d’être affectées par le risque d’inondation par débordement de cours d'eau, notamment la Vienne, la Creuse et l'Esves. La commune a été reconnue en état de catastrophe naturelle au titre des dommages causés par les inondations et coulées de boue survenues en 1982, 1983, 1993, 1999 et 2010,. Le risque inondation est pris en compte dans l'aménagement du territoire de la commune par le biais du plan de prévention des risques (PPR) inondation (PPRI) de la « vallée de la Vienne "aval" - Section Antran/Port-de-Piles », approuvé le 20 avril 2010 et par le PPRI « Vienne Communauté d’Agglomération de Grand Châtellerault (CAGC) », prescrit le 28 janvier 2021.
Les Ormes est exposée au risque de feu de forêt. En 2014, le deuxième plan départemental de protection des forêts contre les incendies (PDPFCI) a été adopté pour la période 2015-2024. Les obligations légales de débroussaillement dans le département sont définies dans un arrêté préfectoral du 29 mai 2015,, celles relatives à l'emploi du feu et au brûlage des déchets verts le sont dans un arrêté permanent du 24 mai 2015,.

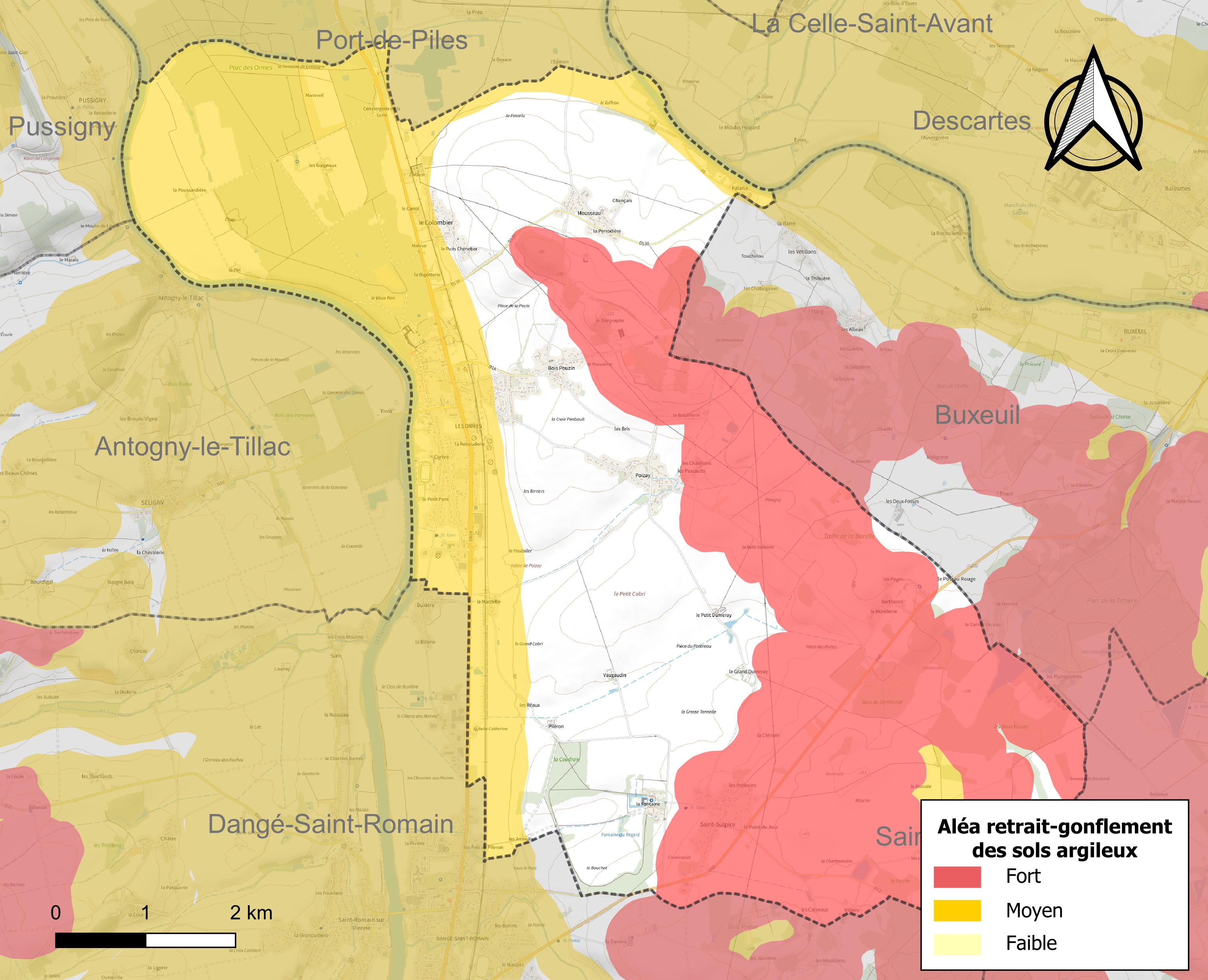
Carte des zones d'aléa retrait-gonflement des sols argileux des Ormes.

Les mouvements de terrains susceptibles de se produire sur la commune sont des affaissements et effondrements liés aux cavités souterraines (hors mines) et des tassements différentiels. Afin de mieux appréhender le risque d’affaissement de terrain, un inventaire national permet de localiser les éventuelles cavités souterraines sur la commune. Le retrait-gonflement des sols argileux est susceptible d'engendrer des dommages importants aux bâtiments en cas d’alternance de périodes de sécheresse et de pluie. 65,9 % de la superficie communale est en aléa moyen ou fort (79,5 % au niveau départemental et 48,5 % au niveau national). Depuis le 1er octobre 2020, en application de la loi ÉLAN, différentes contraintes s'imposent aux vendeurs, maîtres d'ouvrages ou constructeurs de biens situés dans une zone classée en aléa moyen ou fort,.
La commune a été reconnue en état de catastrophe naturelle au titre des dommages causés par la sécheresse en 1989, 1991, 1992, 2003, 2005 et 2017 et par des mouvements de terrain en 1999 et 2010.

#### Risque technologique
La commune est en outre située en aval du barrage de Vassivière, un ouvrage de classe A situé dans le département de la Creuse, sur la Maulde. Le PPI a été approuvé par arrêté interpréfectoral du 29 décembre 2010. À ce titre elle est susceptible d’être touchée par l’onde de submersion consécutive à la rupture de cet ouvrage.

## Toponymie
Le nom du bourg proviendrait du latin ulmus qui signifie orme, un arbre de tradition. Cette essence fait partie culturellement, historiquement, du paysage français depuis des siècles. En France, les ormes bordaient les chemins, trônaient sur les places publiques…

L’homme l’a utilisé pour de nombreux usages. Les Romains l’associaient à la vigne. C’est aussi sous cet arbre que dès le Moyen-Âge, le seigneur rend la justice. Il est d’ailleurs surnommé « l’arbre de justice ». Planté isolé, il offre de l’ombre aux hommes et au bétail. Il sert pour les haies dans le bocage, à se protéger des embruns, mais aussi pour le fourrage. Son bois dur, de qualité, résistant à l’eau, est aussi utilisé pour fabriquer de nombreux objets (charpenterie, ébénisterie, bois de construction pour les bateaux, moyeux de roues de moulin à eau, vis, confections de sabots, bois de chauffage, etc.).

## Histoire
Le site est pour la première fois mentionné sous le nom de Hommes-Saint-Martin ou Ormes-Saint-Martin en 1392. Il est alors occupé par une demeure seigneuriale, peut-être même un château.
En 1434, cette demeure devient la propriété de Guillaume de Marans jusqu'en 1604.
En 1642, elle est acquise par Antoine Martin Pussort, Conseiller du roi, mais aussi oncle du puissant Colbert. La terre des Ormes est élevée en baronnie, une église est construite et une paroisse créée en 1656. Henri Pussort succède à son frère lorsque celui-ci meurt en 1662. Lui aussi proche du roi, il meurt en 1697. En une cinquantaine d'années, les frères Pussort développent Les Ormes : un château est construit et le nombre des habitants augmente.

## Politique et administration

### Liste des maires
| Période   | Période   | Identité                                                      | Étiquette | Qualité                                            |
| --------- | --------- | ------------------------------------------------------------- | --------- | -------------------------------------------------- |
| ~ 1910    |           | Gaston Marie Marc-Pierre de Voyer de Paulmy, comte d'Argenson |           | Conseiller général Député de la Vienne (1910-1914) |
| mars 2001 | mars 2014 | Guy Monjalon                                                  | PS        | Conseiller général                                 |
| mars 2014 | En cours  | Béatrice Fontaine                                             |           |                                                    |

### Instances judiciaires et administratives
La commune relève du tribunal d'instance de Poitiers, du tribunal de grande instance de Poitiers, de la cour d'appel  de Poitiers, du tribunal pour enfants de Poitiers, du conseil de prud'hommes de Poitiers, du tribunal de commerce de Poitiers, du tribunal administratif de Poitiers et de la cour administrative d'appel  de  Bordeaux, du tribunal des pensions de Poitiers, du tribunal des affaires de la Sécurité sociale de la Vienne, de la cour d’assises de la Vienne.

### Services publics
Les réformes successives de La Poste ont conduit à la fermeture de nombreux bureaux de poste ou à leur transformation en simple relais. Toutefois, la commune a pu maintenir le sien.

## Démographie
L'évolution du nombre d'habitants est connue à travers les recensements de la population effectués dans la commune depuis 1793. Pour les communes de moins de 10 000 habitants, une enquête de recensement portant sur toute la population est réalisée tous les cinq ans, les populations de référence des années intermédiaires étant quant à elles estimées par interpolation ou extrapolation. Pour la commune, le premier recensement exhaustif entrant dans le cadre du nouveau dispositif a été réalisé en 2006.

En 2022, la commune comptait 1 620 habitants, en évolution de −1,4 % par rapport à 2016 (Vienne : +0,6 %, France hors Mayotte : +2,11 %).
| 1793 | 1800 | 1806 | 1821  | 1831  | 1836  | 1841  | 1846  | 1851  |
| ---- | ---- | ---- | ----- | ----- | ----- | ----- | ----- | ----- |
| 421  | 490  | 504  | 1 123 | 1 715 | 1 682 | 1 635 | 1 313 | 1 467 |

| 1856  | 1861  | 1866  | 1872  | 1876  | 1881  | 1886  | 1891  | 1896  |
| ----- | ----- | ----- | ----- | ----- | ----- | ----- | ----- | ----- |
| 1 343 | 1 422 | 1 294 | 1 246 | 1 281 | 1 280 | 1 277 | 1 298 | 1 310 |

| 1901  | 1906  | 1911  | 1921  | 1926  | 1931  | 1936  | 1946  | 1954  |
| ----- | ----- | ----- | ----- | ----- | ----- | ----- | ----- | ----- |
| 1 260 | 1 287 | 1 259 | 1 214 | 1 258 | 1 265 | 1 252 | 1 235 | 1 265 |

| 1962  | 1968  | 1975  | 1982  | 1990  | 1999  | 2006  | 2011  | 2016  |
| ----- | ----- | ----- | ----- | ----- | ----- | ----- | ----- | ----- |
| 1 344 | 1 435 | 1 394 | 1 473 | 1 386 | 1 431 | 1 536 | 1 665 | 1 643 |

| 2021  | 2022  | - | - | - | - | - | - | - |
| ----- | ----- | - | - | - | - | - | - | - |
| 1 615 | 1 620 | - | - | - | - | - | - | - |

En 2008, selon l’Insee, la densité de population de la commune était de 64 hab./km2 contre 61 hab./km2 pour le département, 68 hab./km2 pour la région Poitou-Charentes et 115 hab./km2 pour la France.

## Économie
Selon la direction Régionale de l'Alimentation, de l'Agriculture et de la Foret de Poitou-Charentes, il n'y a plus que 19 exploitations agricoles en 2010 contre 23 en 2000.
Les surfaces agricoles utilisées ont diminué et sont passées de 1 818 hectares en 2000 à 1 704 hectares en 2010 dont 614 sont irrigables. 63 % sont destinées à la culture des céréales (blé tendre essentiellement mais aussi orges et maïs), 17 % pour les oléagineux (colza et tournesol), 1 % pour les protéagineux, 3 % pour le fourrage et moins de 1 % reste en herbes. En 2000, deux hectares (zéro en 2010) étaient consacrés à la vigne.
L'élevage de volailles a disparu au cours de cette décennie.

## Culture locale et patrimoine

### Lieux et monuments

#### Le château des Ormes

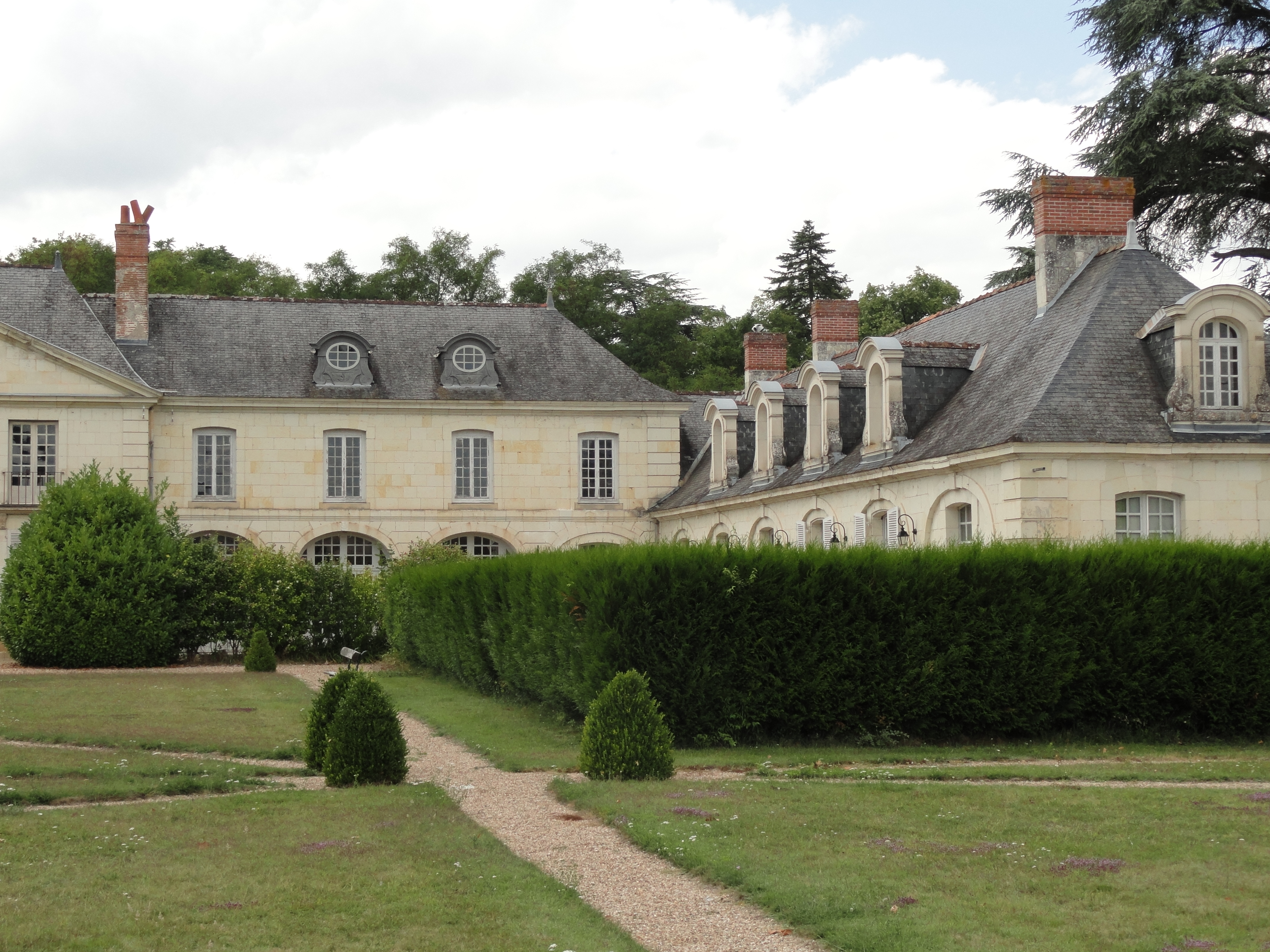
Le château des Ormes.

Le château des Ormes est classé Monument Historique depuis 1966 pour ses façades et ses toitures et inscrit depuis 2005 pour le reste du domaine.
En 1642, Antoine Martin Pussort, oncle de Colbert, fait l'acquisition de la terre des Ormes. Il obtient l'élévation de cette terre en baronnie. Le château des Ormes était au XVIe siècle occupé par la famille de Marans, paroisse de Poisay-le-Joli. Après avoir appartenu à différents seigneurs, la baronnie des Ormes est achetée en 1729 par le comte Marc-Pierre d'Argenson, alors conseiller d'État qui devint, après cette acquisition, ministre et secrétaire d'État à la guerre et surintendant des Postes.
En 2000, le château et le domaine sont rachetés par le docteur Sydney Abbou, médecin gynécologue parisien. Ce dernier entreprend, depuis, une vaste campagne de restauration avec l'appui des collectivités locales.

#### Le relais de poste
Construit par le comte d'Argenson, il a été inauguré en 1764. C'est un vaste quadrilatère d'environ 70 m de côté qui correspond au plan type d'un relais de postes. La majestueuse entrée cochère sur la route conduit à une vaste cour autour de laquelle se répartissent les bâtiments :
à gauche : la sellerie et la salle des postillons,
à droite :  des constructions pour l'habitation et l'hôtellerie, une grande écurie et deux plus petites. Le plafond de la grande écurie est percé d'un oculus destiné à la descente du fourrage pour les chevaux.
Au milieu de la cour, un vaste abreuvoir ou bassin était destiné au rafraichissement des chevaux et à leur bain.
Il est classé comme monument historique depuis 1994.

#### La Bergerie
Construite par le comte d'Argenson entre 1766 et 1768, ce bâtiment dit  la Bergerie est en réalité une grange de dimensions importantes, 80 m de long et 12 m de large, destinée à abriter les récoltes et les chevaux du haras. Cet édifice, qui fait face au château, témoigne, comme lui, du prestige et du goût de la famille d'Argenson pour les arts.
La gendarmerie
L'ancienne gendarmerie construite en 1833, plans inspirés de La Poste aux chevaux. Elle fut en exercice de 1833 à 1965. Les lieux sont un ensemble de bâtiments regroupant les appartements des gendarmes, les bureaux, les celliers, les chambres de sûreté (une pour les hommes, une pour les femmes), les écuries, la buanderie, les caves divisées en compartiments pour chaque famille. Subsiste toujours dans son ancien état, la chambre de sûreté des hommes, pièce étroite voûtée en tuffeau avec la particularité de nombreuses inscriptions gravées ou écrites sur les murs par les prisonniers de passage.

#### Le château de La Fontaine
Le château de La Fontaine–Dangé relevait du duc de Montbazon, de par la baronnie de la Haye dont le duc était titulaire. Dépendait de la Fontaine-Dangé, le prieuré de Saint-Sulpice, redevable, à cause de la dîme levée dans la paroisse de Poisay-le-Joli, d’une mesure de vin (le jallet) et d’un gâteau fait de fleur de froment et de beurre, que l’abbé de Noyers devait apporter une fois l’an au château accompagné de deux cornemuseurs.
Le premier seigneur dont il est fait mention en 1329 est un certain Jehan de Besnais, valet de son état. Suivent ensuite en 1459 un autre Jehan de Besnais, lui qualifié d’écuyer, marié à demoiselle Marie Postel, puis un 3e (en 1480) et un 4e en 1487. Ce dernier est un peu plus remarquable car il avait épousé Marie de Montléon, de la grande famille poitevine qui possédait le château de Touffou, sur les bords de la Vienne. Marie de Montléon était la fille de René de Montléon et de Guillemine de Maillé, autre grande famille locale. Son fils, François de Besnais, épousera en 1525 Marie Pot. D’une famille illustre, son père, François est seigneur de Chassingrimont, issue de la branche des seigneurs de Rhodes. Elle est apparentée au fameux Philippe Pot, chevalier de la toison d’or et grand sénéchal de Bourgogne, dont le gisant est au Louvre. Sa sœur, Madeleine, morte en 1584 épouse en 1550 René de Naillac, seigneur des Roches et 1er écuyer de Charles IX. Son frère, François, épouse quant à lui Gabrielle de Rochechouart en 1535. Enfin, sa mère est Renée de Montléon. On retrouve donc à cette génération l’alliance Pot – Montléon, ce qui est très commun à cette époque, les familles nobles locales liant leur destin sur plusieurs générations
Par ce mariage donc, François de Besnais, déjà fortement inscrit dans le paysage local par ses ascendants, accède à l’entourage des grands du royaume. Commencé sous d’heureux auspices, ce mariage n’amena pas la richesse escomptée puisqu’en 1540, il est fait état d’un partage de biens que François de Besnais doit faire avec François Pot, son beau-frère pour éteindre quelques dettes criantes.
Les difficultés s’accumulent vraisemblablement. Le dernier des Besnais dont il est fait mention est un certain Honorat de Besnais, dont on ne connait pas la descendance, contraint par décision de justice du contrôleur des Tailles de Châtellerault de vendre le château en 1609 à un monsieur Pastoureau, homme de paille agissant pour le compte de Benjamin Aubery du Maurier.
Benjamin Aubery, ayant servi la cause protestante sous Henri IV puis ayant été ambassadeur sous Louis XIII aux Pays-Bas, devint donc en 1610, au prix de 26 000 Livres, le propriétaire de la Fontaine, qu’il fit refaire de fond en comble sur le plan originel. On ne sait précisément comment était le château avant cette première campagne de travaux. Il est fait mention lors du procès-verbal de saisie de douves et d’un pont levis que les archers ne purent faire lever. Malheur des temps, le château fut détruit par les troupes du Prince de Condé et des autres princes ligués lors de la minorité du Roi en 1615, le domaine pillé, les arbres fruitiers dont Benjamin s’occupait avec passion coupés à ras, une partie des archives brûlées et ce dernier ne put s’atteler encore une fois à la reconstruction de son château qu’en 1624. Le parc fut constitué, les chemins remodelés, les murs protégeant le domaine élevés…. Et le château achevé en 1626. Il a gardé son visage jusqu’en 1860, date où il fut modifié au goût du jour par le marquis d’Aubéry.

#### Le prieuré de Saint-Sulpice
Le prieuré de Saint-Sulpice (ISMH 1969, propriété privée) est situé sur une terrasse alluviale de la Vienne d’où l’on domine un vaste panorama depuis Ingrandes jusqu’aux Ormes et au bec des Deux-Eaux (confluent de la Vienne et de la Creuse). Ce petit oppidum, occupé dès les époques néolithique et gallo-romaine conserve un prieuré fondé au milieu du XIe siècle. 
Ce prieuré fut établi au bénéfice de l’abbaye bénédictine de Noyers (fondée en 1030). Il est l'origine du hameau de Saint Sulpice qui s'est développé autour.

##### La fondation
Hughes de Castellono, originaire de Poizay le Joli, considéré comme chevalier d’origine noble «  clarus genere », donne cette terre à l’abbaye de Noyers en 1035. Il est fait référence à un domaine dont la dimension est déterminée par la surface que couvrent 6 bœufs pouvant labourer de front pendant une journée. Cette terre est libre de droits et de redevances seigneuriales

##### L'époque classique
En 1538, Francois de Besnais, propriétaire du château de la Fontaine, obtient du prieur le droit de construire de construire une chapelle en l’honneur de la Vierge, attenante à l’église priorale, ayant vue à l’intérieur de l’église au moyen d’un grand arceau. En 1539, il obtient de l’official de Poitiers le droit d’être considéré comme paroissien du prieuré. De là le chemin qui reliait directement la chapelle au château.

##### L'époque moderne
L’étude des biens du clergé dressé en 1730 révèle "un ensemble cohérent et homogène" se constituant de l’église et sa chapelle attenante, de la maison du Prieur à étages, de l’étable, la grange, du four banal et du four à pain propre, des deux jardins clos de murs, l’un servant de cloitre et l’autre de verger, ainsi que de deux grandes pièces de terre dite de la Chênaie et de la Roche.
À la suite de la Révolution, le prieuré est sécularisé comme bon nombre de biens ecclésiastiques puis racheté à son retour d’émigration vers 1810 par Alphonse, marquis d’Aubery, qui le confie aux religieuses de la Puye, chargée des soins et de l’éducation des enfants. L’ensemble foncier identifié et décrit au XVIIIe siècle est inchangé sur le plan cadastral de 1831. L’école est supprimée en 1860. L’église et la maison du Prieur sont  alors transformés en logements agricoles jusqu’en 1960. Les bâtiments d’exploitation sont vendus séparément. Mais aujourd’hui (2011), à la suite de rachats successifs, le prieuré se présente dans son ensemble tel qu’il a été déclaré en 1730 par le prieur François Méreau et constitue l'exemple resté intact d'une fondation monastique rurale typique des XIe et XIIe siècles.

#### L'église Saint-Martin et Sainte-Marguerite des Ormes

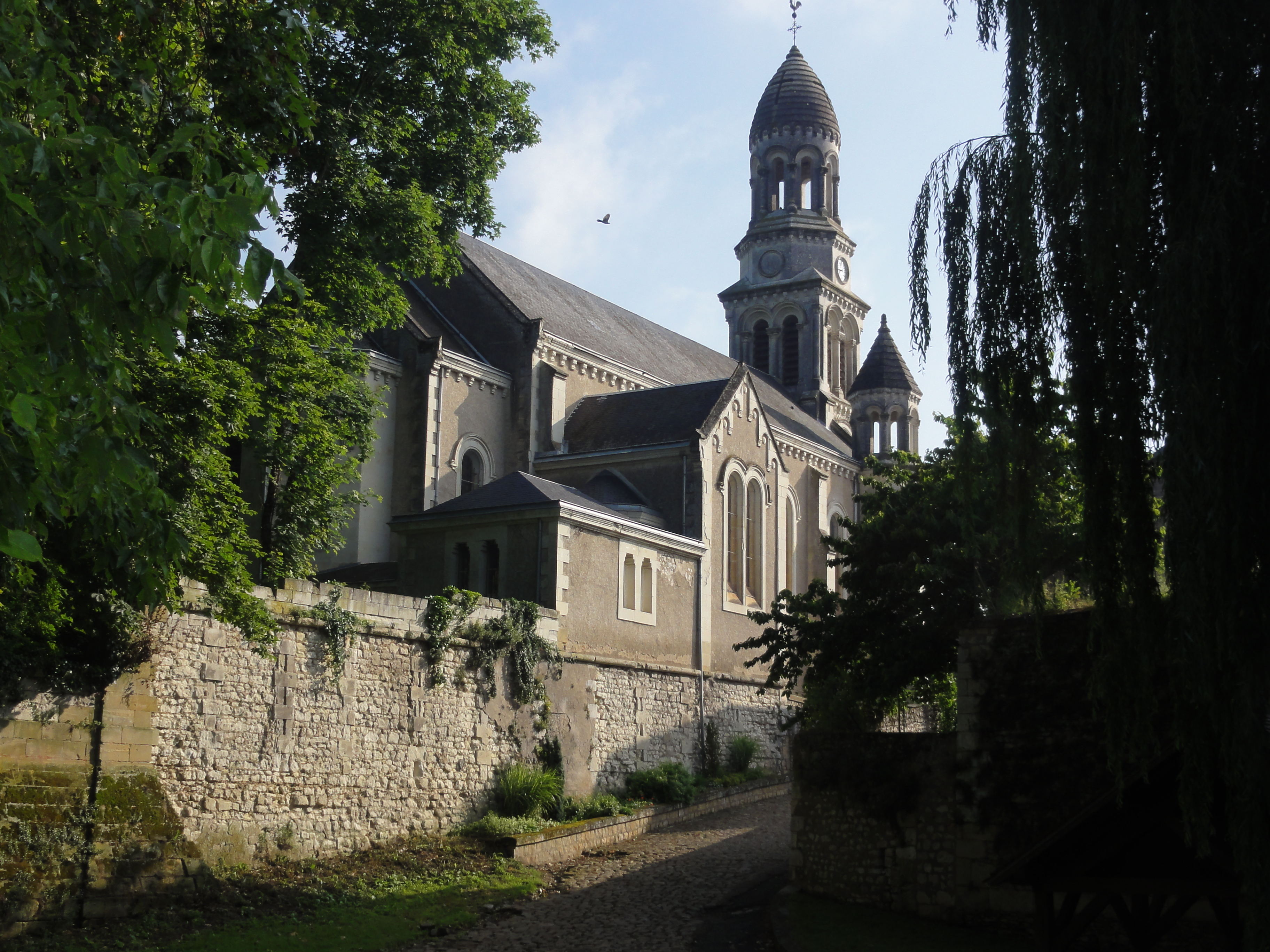
Église Saint-Martin- et-Sainte-Marguerite des Ormes.

L'église Saint-Martin-et-Sainte-Marguerite des Ormes, construit au XIXe siècle, s'apparente par son architecture au Sacré-Cœur de Paris. Les vitraux, à l'exception de deux grisailles du chœur, représentent des saintes et des saints. Ils ont été pour la plupart réalisés entre 1895 et 1900 et ont été offerts par de généreux fidèles.

#### Le château et la chapelle de Falaise
Le château de Falaise n'a été rattaché à la commune des Ormes que le 8 mars 1836 (selon l'atlas des Gabelles de 1665, il dépendait de la paroisse de Buxeuil et de la Touraine). Il fut en première ligne lors de la bataille de juin 1940 à laquelle une exposition est consacrée. Le château abrite également un musée. Celui-ci présente des artéfacts de la préhistoire, des outils agraires, des souvenirs vestimentaires et de l'habitat. Il présente aussi l'histoire de la famille de Gannes de Falaise et de la Chancellerie (Poizay-le-Joli -Les Ormes).

#### Les halles
Les halles, situées place de l'Église, sont inscrites comme Monument Historique depuis 1934.

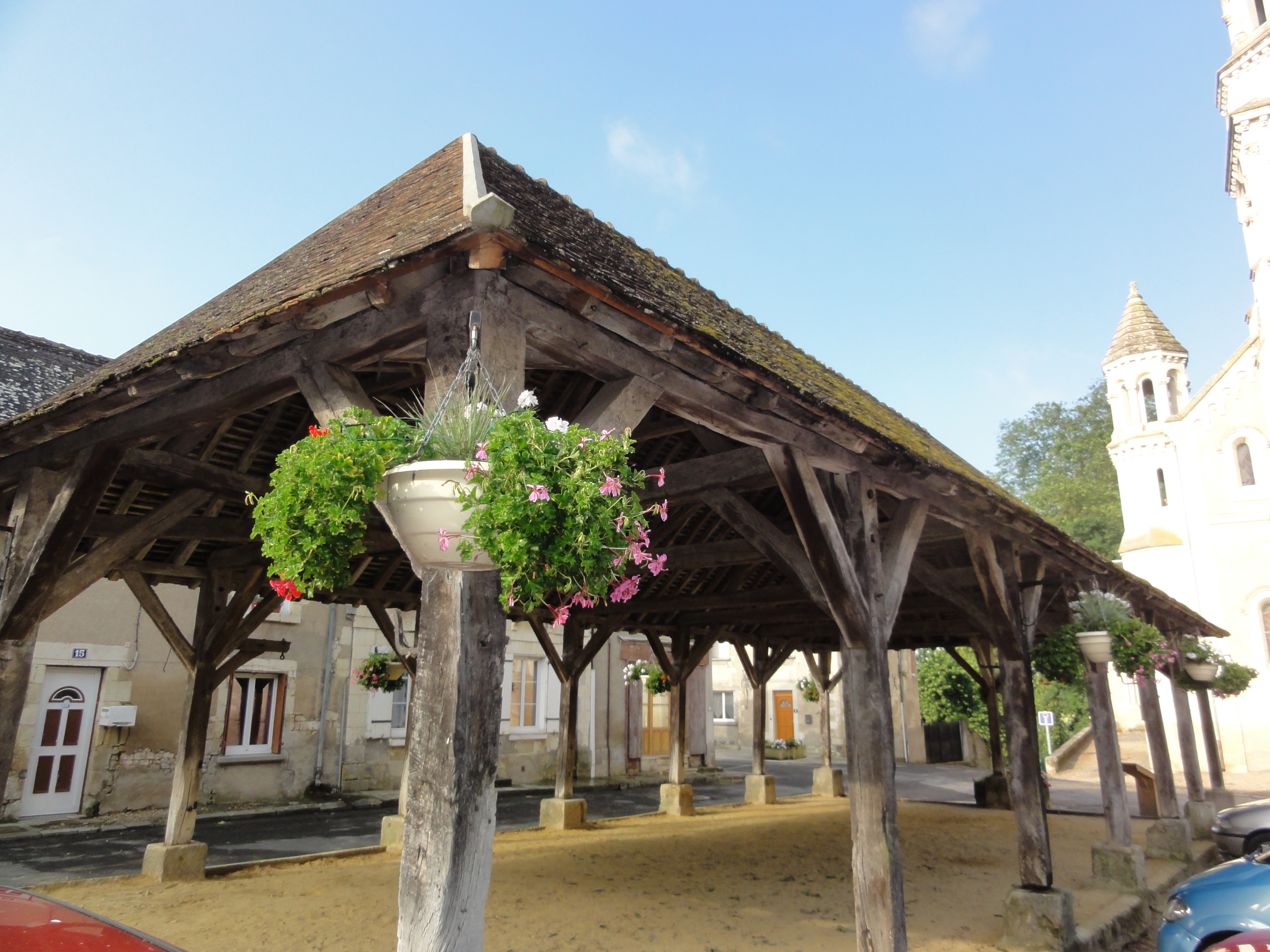
Les halles.
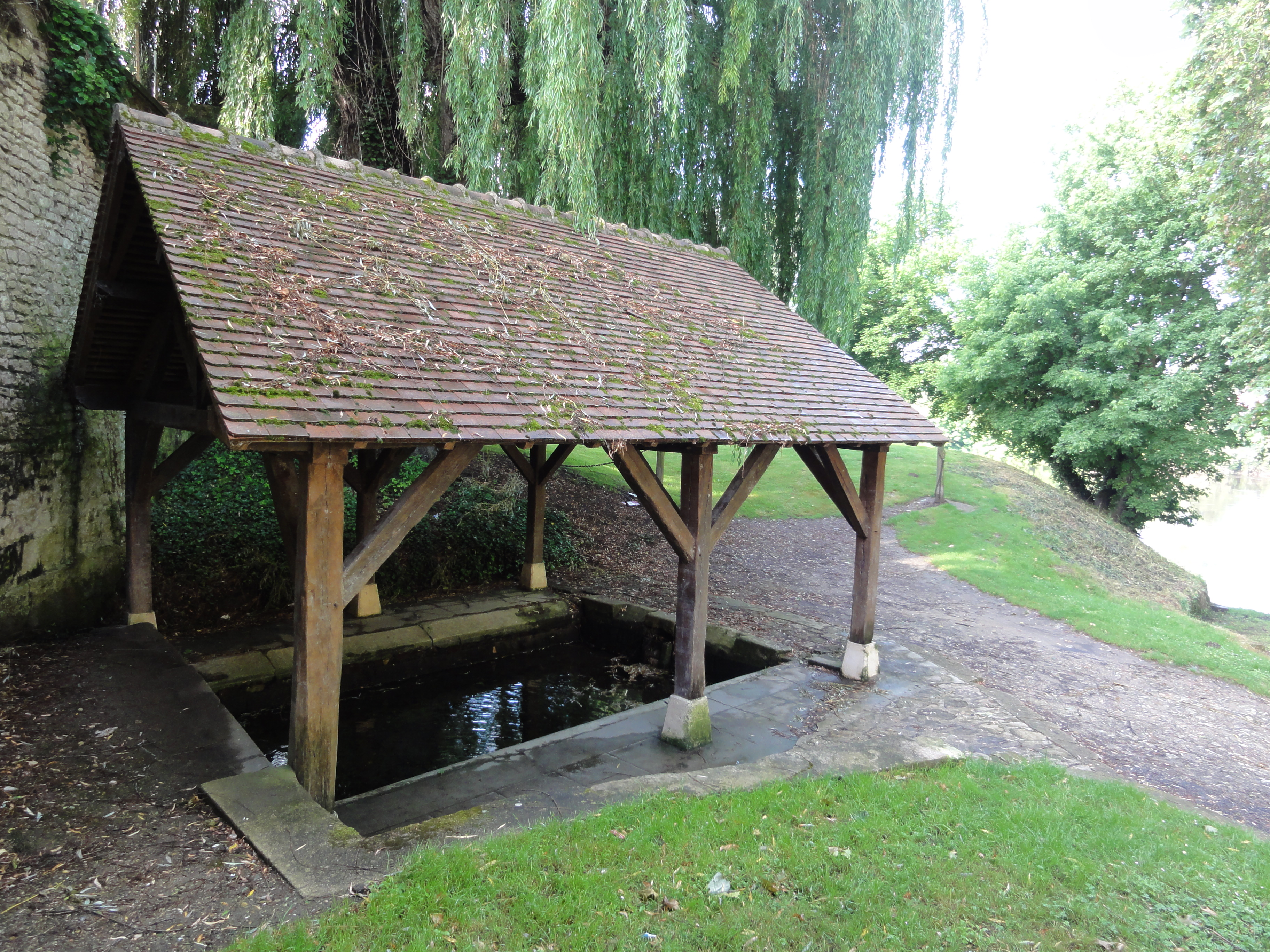
Lavoir sur la Vienne.

### Personnalités liées à la commune
- Famille d'Argenson
- Claude Dechezelle (1928 aux Ormes - 2003), peintre, prix de la Casa de Velázquez 1956.
- Rodolphe Salis (1851-1897) Fondateur du cabaret parisien "Le chat noir". Chatelleraudais d'origine, il fit construire aux Ormes par l'architecte Henri Deglane, une maison style art nouveau pour sa maitresse la danseuse Marie-Louise Boulanger. Initialement appelée Villa Marie-Louise, la maison s'appelle désormais Villa Caroline.